# Пивденное (Криворожский район)
Пивденное (укр. Південне, до 2024 года — Южное) — село, Першетравненский сельский совет, Софиевский район, Днепропетровская область, Украина.
Код КОАТУУ — 1225287712. Население по переписи 2001 года составляло 47 человек.

## Географическое положение
Село Южное находится на расстоянии в 1 км от села Анно-Николаевка и в 2-х км от села Андреевка.
По селу протекает пересыхающий ручей с запрудой.